# Upupa (araldica)
In araldica l'upupa compare solo in pochi stemmi di araldica civica.

Lo stemma della cittadina tedesca di Armstedt.

Si trova presente, ad esempio, nello stemma della cittadina di Armstedt, un Gemeinde del circondario di Segeberg, situato nel land più settentrionale della Germania, lo Schleswig-Holstein. La blasonatura recita: di rosso, all'upupa d'oro, posata su un ramo dello stesso, accompagnata in capo da uno scaglione alzato d'argento, sormontato da fiamme [rosse].

## Esempi

Di rosso al monte di nero movente dalla punta, cimato da un'upupa d'oro (Bellmunt d'Urgell, Spagna)
Inquartato: nel secondo d'azzurro allo scaglione d'argento accompagnato da tre upupe dello stesso (Dirinon, Francia)
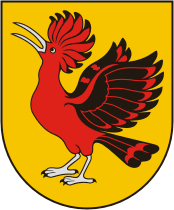
Un'upupa intenta a spiccare il volo (Kuktiškės, Lituania)